# Sport Lisboa e Benfica 2020-2021
Questa voce raccoglie le informazioni riguardanti il  Sport Lisboa e Benfica  nelle competizioni ufficiali della stagione 2020-2021.

## Stagione
L'estate del 2020 vede il Benfica compiere un considerevole esborso economico nella finestra di calciomercato, per un totale di 105 milioni di euro spesi per rinforzare la squadra, record per il calcio portoghese, malgrado i disagi comportati dalla pandemia di COVID-19. La squadra inizia l'annata con una sconfitta nella Supercoppa di Portogallo. Sarà eliminata in semifinale nella Coppa di Lega portoghese e concluderà la stagione di campionato al terzo posto, peggiore piazzamento dal 2008-2009, oltre a giungere in finale di Coppa di Portogallo e perdere per la seconda annata consecutiva.
Eliminato dalla UEFA Champions League nel terzo turno preliminare, accede all'Europa League, dove supera la fase a gironi, ma esce già ai sedicesimi di finale.
Per la prima volta dal 2012-2013, il Benfica chiude una stagione senza vincere alcun trofeo.

## Maglie e sponsor
Per questa stagione Fly Emirates rimane lo sponsor ufficiale del Benfica e Adidas continua ad essere fornitore e sponsor tecnico della compagine.
| Casa | Trasferta | Terza maglia |

## Rosa
Rosa e numerazione aggiornate al 13 febbraio 2021.
Aggiornata al 1º settembre 2021.
| N. |                       | Ruolo | Calciatore         |
| -- | --------------------- | ----- | ------------------ |
| 1  | Belgio (bandiera)     | P     | Mile Svilar        |
| 2  | Brasile (bandiera)    | D     | Gilberto           |
| 3  | Spagna (bandiera)     | D     | Alejandro Grimaldo |
| 4  | Brasile (bandiera)    | D     | Lucas Veríssimo    |
| 5  | Belgio (bandiera)     | D     | Jan Vertonghen     |
| 7  | Brasile (bandiera)    | C     | Everton            |
| 8  | Brasile (bandiera)    | C     | Gabriel Appelt     |
| 9  | Uruguay (bandiera)    | A     | Darwin Núñez       |
| 10 | Germania (bandiera)   | A     | Luca Waldschmidt   |
| 11 | Argentina (bandiera)  | C     | Franco Cervi       |
| 14 | Svizzera (bandiera)   | A     | Haris Seferović    |
| 17 | Portogallo (bandiera) | C     | Diogo Gonçalves    |
| 19 | Portogallo (bandiera) | C     | Chiquinho          |

| N. |                       | Ruolo | Calciatore           |
| -- | --------------------- | ----- | -------------------- |
| 21 | Portogallo (bandiera) | C     | Pizzi                |
| 22 | Grecia (bandiera)     | C     | Andreas Samarīs      |
| 27 | Portogallo (bandiera) | C     | Rafa Silva           |
| 28 | Germania (bandiera)   | C     | Julian Weigl         |
| 30 | Argentina (bandiera)  | D     | Nicolás Otamendi     |
| 33 | Brasile (bandiera)    | D     | Jardel               |
| 34 | Portogallo (bandiera) | D     | André Almeida        |
| 38 | Brasile (bandiera)    | C     | Pedrinho             |
| 49 | Marocco (bandiera)    | C     | Adel Taarabt         |
| 71 | Portogallo (bandiera) | D     | Nuno Tavares         |
| 77 | Brasile (bandiera)    | P     | Helton Leite         |
| 88 | Portogallo (bandiera) | A     | Gonçalo Ramos        |
| 99 | Grecia (bandiera)     | P     | Odisseas Vlachodimos |